# Березовский, Владимир Антонович
Влади́мир Анто́нович Березо́вский (1852, Владимирская губерния — 1917, Петроград) — русский военный издатель и книготорговец.

## Биография
Родился 14 (26) апреля 1852 года. Начальное воспитание получил во 2-м Московском кадетском корпусе. Окончив в 1871 году курс в 3-м Александровском училище по 1-му разряду, в офицерском чине поступил на службу в Павловский лейб-гвардии полк и, командуя ротой Его Величества, участвовал в Русско-турецкой войне 1877—1878 годов. Под Горным Дубняком был два раза ранен, награждён орденом Святого Станислава 3-й степени с мечами и бантом. По окончании войны служил старшим адъютантом штаба Гвардейского корпуса, в 1882 году удостоен ордена Святой Анны 3-й степени, а в 1885 году — ордена Святого Станислава 2-й степени.

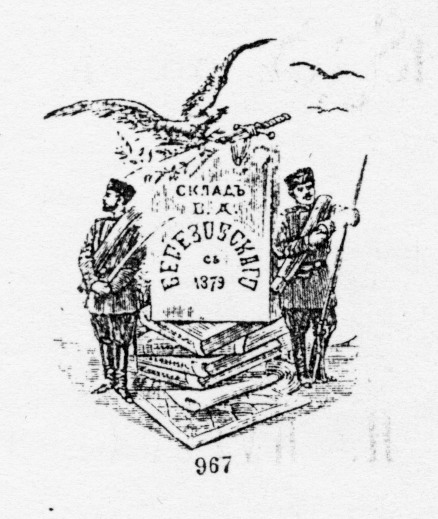
Издательская марка В. А. Березовского.
По каталогу склада Березовского № 967 соответствует книге: Куропаткин А. Н. Завоевание Туркмении (Поход в Ахал-теке в 1880—1881 гг.). С очерком военных действий в Средней Азии с 1839 по 1876 г. —, 1899.

Близко соприкасаясь со службой и занятиями войск, Березовский подметил потребность в пособиях и руководствах для обучения военному делу и, выйдя в отставку с чином капитана гвардии в 1879 году начал свою книготорговую и издательскую деятельность.
В 1886 году он в чине капитана вышел в отставку и всецело отдался военно-книжному делу. Лучшие военные писатели (Драгомиров, Куропаткин, Редигер, Масловский, Пузыревский, Сухомлинов и другие) стали отдавать его фирме издания своих трудов.
В 1888 году появился «Листок конторы и склада В. А. Березовского», который затем превратился в еженедельный иллюстрированный военный журнал «Разведчик», достигший большого распространения в армии. Кроме «Разведчика», Березовский издавал: военно-библиографический журнал «Вестовой» и еженедельный журнал для нижних чинов «Витязь».
Среди крупных издательских проектов Березовского особо стоит отметить «Энциклопедию военных и морских наук» в восьми томах, выходившую под редакцией Г. А. Леера (СПб., 1883—1897). По июнь 1910 года B. А. Березовским было выпущено 3050 изданий.
Умер 21 февраля (6 марта) 1917 года и был похоронен 24 февраля в Петрограде на кладбище Новодевичьего монастыря.